# Marina Suma
Marina Suma (Napoli, 4 novembre 1959) è un'attrice italiana, vincitrice di un David di Donatello alla migliore attrice esordiente e il Nastro d'argento nella medesima categoria nel 1981 con il film Le occasioni di Rosa.

## Biografia

Marina Suma in Sapore di mare (1983)

Di padre siciliano e madre napoletana, è cresciuta nel quartiere del Vomero. Dopo i primi passi nella moda, debutta nel cinema nel 1981 con il film Le occasioni di Rosa diretto da Salvatore Piscicelli, che le valgono il David di Donatello e il Nastro d'argento come migliore attrice esordiente. Il successo popolare arriva però con Sapore di mare di Carlo Vanzina, cui faranno seguito altre commedie come Dio li fa poi li accoppia accanto a Johnny Dorelli e Sing Sing al fianco di Adriano Celentano. Cuori nella tormenta (con Carlo Verdone e Lello Arena) e Un ragazzo e una ragazza (con Jerry Calà) affermano definitivamente il personaggio di Marina Suma nel mondo della commedia italiana. Un cambio di "registro" avviene proprio dopo questi due film, quando la Suma torna a recitare in ruoli drammatici come nel musicale Blues metropolitano (diretto dal suo scopritore Piscicelli). Nel 1987 passa al thriller con Una donna da scoprire di Riccardo Sesani e con Caramelle da uno sconosciuto di Franco Ferrini.
Da ricordare poi Sicilian Connection  di Tonino Valerii, Malesh, opera prima di Angelo Cannavacciuolo, e il ritorno alla commedia con Cambiamento d'aria, di Gian Pietro Calasso (1989), Dark Bar di Stelio Fiorenza (1989), L'ultima scena di Nino Russo (1989), Infelici e contenti di Neri Parenti al fianco di Ezio Greggio e Renato Pozzetto (1992), Fiori di zucca di Stefano Pomilia (1998), The skitour di C.M. Faudan (2000) e Un uomo a perdere di Walter Toschi. Nel 1994, a Roma, torna sulle passerelle sfilando per la stilista Chiara Boni. Nel 2003 Arnolfo Petri le affida il ruolo da protagonista in Yerma di Federico García Lorca, con cui vince la Nike per il Teatro come "migliore attrice protagonista". Nel 2003 torna al cinema d'autore con Pater familias, diretto da Francesco Patierno. Nel 2005 prende parte come concorrente al reality game di Rai 1 Ritorno al presente, condotto da Carlo Conti. Nel 2007 recita come protagonista nella fiction Donne assassine, in onda su Fox Crime. Nel 2008 partecipa alla trasmissione televisiva I migliori anni, condotta da Carlo Conti su Rai 1. Nel 2009 è in tournée teatrale in 40 città italiane come protagonista di Pene d'amor perdute di William Shakespeare, per la regia di Stefano Artissunch.
Nel 2012 è protagonista in Stella di mare, corto diretto da Salvatore Arimatea su un soggetto di Gabriella Sorti, prodotto dall'associazione Siddharte in collaborazione con l'associazione italiana Persone Down, ambientato nelle isole Eolie, con il coinvolgimento di due attori down. Per questo ruolo si aggiudica il premio Mare Festival 2012. Nel 2012 è nuovamente in teatro come protagonista, diretta dal regista Luca Nasuto nel dramma storico Nina Scarabattola, incentrato sulle vicende dell'8 settembre 1943. Collabora con il SalinaDocFest. Nel 2013 recita in Io è morto del regista romano Alberto de Venezia, film presentato al Festival di Venezia nella sezione "Orizzonti". Ritorna al cinema come protagonista nel film Ballando il silenzio di Salvatore Arimatea, uscito nel 2015 grazie alla collaborazione con l'Associazione italiana persone down e il Centro Studi Diodoro. Tra gli altri interpreti della pellicola, ambientata nel mondo del tango, vi sono Sandra Milo, Fioretta Mari e Mario Opinato. Nel settembre 2015 partecipa a Palermo allo spettacolo teatrale In Nomine Maris, scritto dall'attore e autore palermitano Vito Benicio Zingales, con il quale gira l'omonimo cortometraggio, per la regia di Giuseppe Celesia.
Nel 2024 viene annunciata la sua partecipazione a L'isola dei famosi come concorrente.

## Filmografia

### Cinema
- Le occasioni di Rosa, regia di Salvatore Piscicelli (1981)
- Dio li fa poi li accoppia, regia di Steno (1982)
- Sapore di mare, regia di Carlo Vanzina (1983)
- Sing Sing, regia di Sergio Corbucci (1983)
- Cuori nella tormenta, regia di Enrico Oldoini (1984)
- Un ragazzo e una ragazza, regia di Marco Risi (1984)
- Blues metropolitano, regia di Salvatore Piscicelli (1985)
- Una donna da scoprire, regia di Riccardo Sesani (1986)
- Caramelle da uno sconosciuto, regia di Franco Ferrini (1987)
- Cambiamento d'aria, regia di Gian Pietro Calasso (1988)
- Sicilian Connection, regia di Tonino Valerii (1988)
- Dark Bar, regia di Stelio Fiorenza (1989)
- L'ultima scena, regia di Nino Russo (1988)
- Fiori di zucca, regia di Stefano Pomilia (1989)
- Infelici e contenti, regia di Neri Parenti (1992)
- Malesh - Lascia che sia, regia di Angelo Cannavacciuolo (1993)
- Storie di seduzione, regia di Antonio Maria Magro (1995)
- Volare!, regia di Vittorio De Sisti (1997)
- The Skitour, regia di C. M. Faudan (1998)
- Un uomo a perdere, regia di Walter Toschi (2000)
- Un giudice di rispetto, di Bruno Mattei (2002)
- Pater familias, regia di Francesco Patierno (2003)
- Io è morto, regia di Alberto De Venezia (2013)
- Ballando il silenzio, regia di Salvatore Arimatea (2015)
- Prima di andare via, regia di Massimo Cappelli (2023)
- Amici per caso, regia di Max Nardari (2024)

### Televisione
- Disperatamente Giulia, regia di Enrico Maria Salerno (1988)
- Cambiamento d'aria, regia di Gian Pietro Calasso (1988)
- Gorilla in Amazzonia, regia di Duccio Tessari (1990)
- Il ricatto 2, regia di Vittorio De Sisti (1990)
- La signora della città, regia di Beppe Cino (1995)
- Fantasma per caso!, regia di Vittorio De Sisti (1996)
- Non chiamatemi papà, regia di Nini Salerno (1997)
- Tutti per uno, regia di Vittorio De Sisti (1999)
- Un posto al sole (1997-1998, 2001-2002)
- Amici di ghiaccio - Death Run (Mörderische Abfahrt - Skitour in den Tod), regia di Curt M. Faudon – film TV (1999)
- L'uomo che piaceva alle donne - Bel Ami, regia di Massimo Spano (2001)
- Cuore, regia di Maurizio Zaccaro (2001)
- Gente di mare, regia di Vittorio De Sisti (2005)
- Donne assassine – serie TV, episodio 1x07 (2008)

### Cortometraggi
- Se ci dobbiamo andare andiamoci, regia di Vittorio Palmieri (2009)
- QuarantAnni, regia di Cristiano Ceriello (2010)
- In Nomine Maris, regia di Giuseppe Celesia (2015)

## Teatro
- Arsenico e vecchi merletti, regia di Mario Monicelli (1992)
- Buonanotte signorina Esposito, regia di G. Comaschi (1993)
- Ballando con un angelo musico, regia di M. Scaglione (1994)
- La diavolessa, regia di Bruno Colella (1995)
- Festa per sole donne d'estate, regia di E. M. La Manna (1996)
- Ugo, regia di Patrick Rossi Gastaldi (1998)
- L'eunuco, regia di R. Giordano (1999)
- Yerma, regia di A. Petri (2003)
- Pene d'amor perdute, regia di S. Artissunch (2009)
- Nina Scarabattola, regia di L. Nasuto (2012)
- Clonazione da Tiffany, regia di Marco Belocchi (2024)

## Riconoscimenti
- David di Donatello
  - 1982 – Miglior attrice esordiente per Le occasioni di Rosa
- Nastro d'argento
  - 1982 – Migliore attrice esordiente per Le occasioni di Rosa
- Mostra internazionale d'arte cinematografica
  - 1981 – Premio Alitalia alla migliore attrice per Le occasioni di Rosa
- Premio Lù Mière Calicidicinema
  - 2016 – Miglior attrice per la versatilità artistica dimostrata nella sua carriera cinematografica